# Ruby Commey
Ruby Commey (ur. 29 lipca 1991 w Berlinie) – niemiecka aktorka teatralna oraz filmowa.

## Życiorys
Po zdaniu matury w 2011 grała przez rok w Deutsches Theater w Berlinie w sztuce Vanishing Point Berlin (reż. Tobias Rausch). Występowała tam także w sztukach Tod.Sünde.7 (2013–2015), Alice (2015) oraz jako Miss Forsythe w Śmierci komiwojażera (2017). Grała także w Wenn du geredet hättest, Desdemona. Ungehaltene Reden ungehaltener Frauen jako Gudrun Ensslin, jako Sonja w Wujaszku Wani oraz w Hysterikon Ingrid Lausund.
Szeroką rozpoznawalność przyniosła jej główna rola w nakręconym w 2019 roku teledysku do utworu „Deutschland” zespołu Rammstein, gdzie zagrała Germanię.
Od 2016 do 2019 r. studiowała na Uniwersytecie Sztuk Pięknych w Berlinie.